# Brachydaktylie
Brachydaktylie (von altgriechisch βραχύς brachýs ‚kurz‘ und δάκτυλος dáktylos ‚Finger‘) bezeichnet medizinisch die erblich bedingte Fehlbildung der Körperglieder (Dysmelie) der Kurzfingrigkeit (Trivialname), eine Verkürzung einzelner oder mehrerer Finger oder Zehen.
In der jeweiligen Familie gibt es verschiedene erbliche Formen mit sehr ähnlicher Ausprägung. Einige Formen der Kurzfingrigkeit treten sehr selten auf. Am häufigsten finden sich Typ A3 (nur kleiner Finger betroffen) mit einer Häufigkeit in den verschiedenen Populationen zwischen 3,4 % und 21 %. Eine besondere Häufigkeit von 21 % wurde bei japanischen Schulkindern festgestellt. Relativ häufig findet sich auch Typ D (nur Endglied des Daumens betroffen) mit einer Häufigkeit in den verschiedenen Populationen zwischen 0,41 % und 4,0 %.
Oft treten Verkürzungen seitensymmetrisch auf, manchmal fehlen ganze Fingerglieder. Anhand einer Sonderform ist die autosomal-dominante Vererbung beim Menschen nachgewiesen. Man nimmt an, dass der autosomal-dominante Erbgang für alle Typen der Kurzfingrigkeit zutrifft.
Es werden mehrere Typen mit verschiedenen weiteren Besonderheiten im Bereich der Finger- bzw. Zehenglieder, sowie isoliertes (= alleiniges) Auftreten oder in Kombination mit Fehlbildungen anderer Organe unterschieden. Andere Fehlbildungen an Fingern oder Zehen sind Polydaktylie, Oligodaktylie, Syndaktylie und Polysyndaktylie.

## Übersicht über Brachydaktylie-Typen
Die verschiedenen Ausprägungen der Brachydaktylie lassen sich nach folgendem Schema einteilen.
| Typ                  | OMIM | Genlocus               | Beschreibung |
| Typ A1, BDA1         | www  | 5p13.3-p13.2, 2q33-q35 | Brachydaktylie Typ A1 oder Farabee-Typ der Brachydaktylie. |
| Typ A2, BDA2         | www  | 20q11.2, 4q23-q24      | Brachydaktylie Typ A2, Brachymesophalangie II oder Brachydaktylie vom Mohr-Wriedt-Typ (Deltaphalanx) |
| Typ A3, BDA3         | www  |                        | Brachydaktylie Typ A3, Brachymesophalangie V oder Brachydaktylie-Clinodaktylie, nur kleiner Finger betroffen                                                                                               |
| Typ A4, BDA4         | www  |                        | Brachydaktylie Typ A4, Brachymesophalangie II und V oder Brachydaktylie vom Temtamy-Typ |
| Typ A5, BDA5         | www  |                        | Brachydaktylie Typ A5 |
| Typ A6, BDA6         | www  |                        | Brachydaktylie Typ A6 oder Osebold-Remondini-Syndrom. |
| Typ A7, BDA7         |      |                        | Brachydaktylie Typ A7 oder Typ Smorgasbord. |
| Typ B, BDB (or BDB1) | www  | 9q22                   | Brachydaktylie Typ B. |
| Typ C, BDC           | www  | 20q11.2                | Brachydaktylie Typ C oder Brachydaktylie von Haws-Typ |
| Typ D, BDD           | www  | 2q31-q32               | Brachydaktylie Typ D, häufigste Form, ausschließlich Verkürzung des Daumen-Endgliedes |
| Typ E, BDE           | www  | 2q31-q32               | Brachydaktylie Typ E, Verkürzung eines Mittelfußknochens als Brachymetatarsie oder eines Mittelhandknochens als Brachymetacarpie, kann mit Pseudohypoparathyreoidismus Typ 1A oder Typ 1B assoziiert sein. |
| Typ B und E          | www  | 9q22, 2q31-q32         | Brachydaktylie kombinierter Typ B und E, Ballard-Syndrom oder Pitt-Williams-Brachydaktylie |
| Typ A1B, BDA1B       | www  | 5p13.3-p13.2           | Brachydaktylie Typ A1, B. |

## Brachydaktylie Typ D als häufigste Form

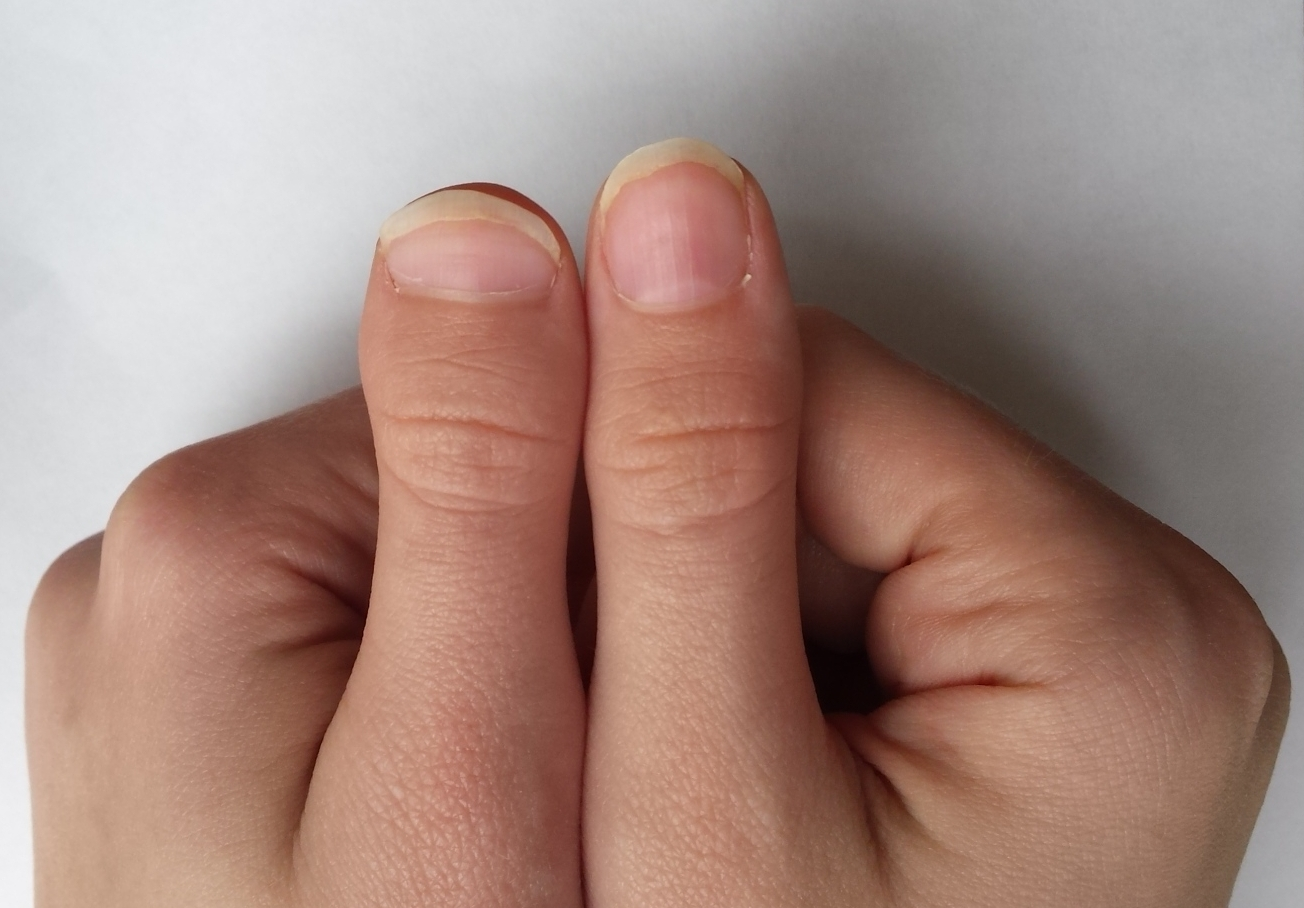
Brachydactylie Typ D, einseitig

Als Brachydaktylie Typ D wird die Verkürzung des letzten Daumengliedes und des Fingernagels bezeichnet. Diese Form der Kurzfingrigkeit tritt häufig beidseitig auf, tritt aber auch in vielen Fällen nur einseitig auf. In vielen Fällen ist zugleich der große Zeh verkürzt. Brachydaktylie Typ D tritt mit einer Wahrscheinlichkeit von 0,41 % bis 4,0 % abhängig von der Population auf. Bei männlichen Trägern des Gendefekts ist eine reduzierte Penetranz (etwa bei 62 %) zu beobachten.
Ob diese Form der Anomalie des Daumens bereits in der Antike beschrieben wurde, ist nicht bekannt. In der Literatur tritt sie erst relativ spät auf. Die Bezeichnung Brachydaktylie geht vermutlich 1896 auf Hector Louis François Leboucq zurück. Das Gebiet der Brachyphalangie hat Pfitzner 1898 begründet. Eine andere Bezeichnung des Gendefekts geht 1923 auf J.K. Breitenbecher zurück.
Weitere Bezeichnungen sind: Brachymegalodactylism (Hefner 1924) und Ossificatio praecox hereditaria (O. Thomsen 1927). Heinrich Hoffmann (Oberarzt an der Univ.-Hautklinik Tübingen) bezeichnet 1924 diese Anomalie als hereditäre Kolbendaumen und 1928 als Brachyphalangie, obwohl R. Pol bereits 1921 die Bezeichnung Brachydaktylie verwendet.

## Brachydaktylie Typ A3

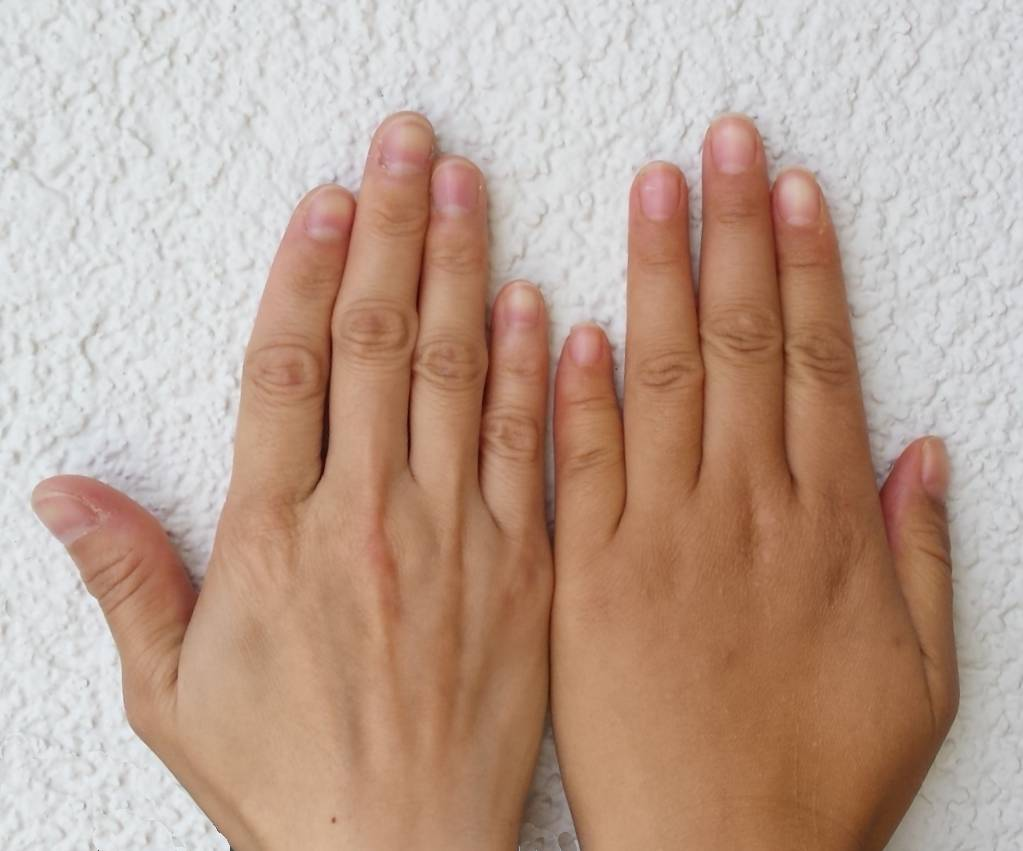
Brachydaktylie Typ A3 (rechts)

Häufig tritt auch der Typ A3 auf.

## Im Rahmen von Syndromen
Bei einigen Syndromen kann eine Brachydaktylie als eines von mehreren Merkmalen auftreten.
- Brachydaktylie-Syndaktylie Typ Zhao
- Mikrodeletionssyndrom 2q23.1
- Aarskog-Syndrom
- Alagille-Syndrom
- Albright-Osteodystrophie, hereditäre
- Chondrodysplasia punctata durch X-chromosomale Deletion
- Cohen-Syndrom
- Fitzsimmons-Guilbert-Syndrom
- Geleophysischer Kleinwuchs
- Jacobsen-Syndrom
- KBG-Syndrom
- Kleidokraniale Dysplasie.
- Kranioektodermale Dysplasie
- Nicolaides–Baraitser-Syndrom
- Osebold-Remondini-Syndrom
- Rüdiger-Syndrom
- Ruvalcaba-Syndrom
- Saethre-Chotzen-Syndrom
- Trisomie 9p
- Weill-Marchesani-Syndrom
- Syndrom der multiplen Synostosen